# Roswitha Meyer

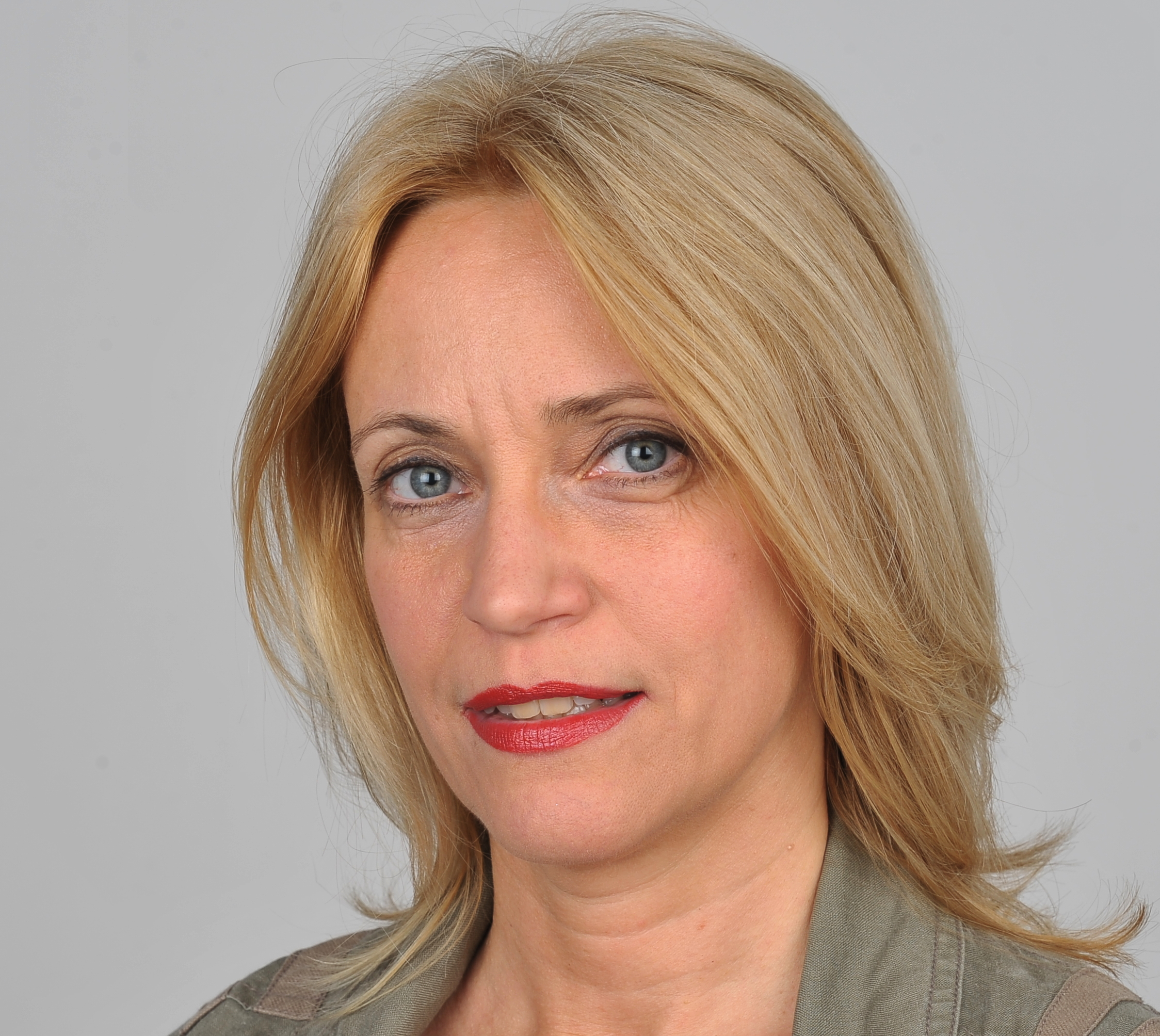
Roswitha Meyer (2016)

Roswitha Meyer (* 10. Mai 1965 in Wien) ist eine österreichische Schauspielerin.

## Leben und Karriere
Meyer begann 1980 an der Wiener Ballettschule Mitterhuber eine vierjährige Tanzausbildung. Anschließend nahm sie privat Schauspielunterricht und besuchte die Musicalklasse Sam Cayne für Schauspiel, Gesang und Tanz an der Universität für Musik und darstellende Kunst Wien.
Erstmals auf der Bühne stand Meyer am Theater Gruppe 80 Wien, später unter anderem am Theater in der Drachengasse, am Wiener Volkstheater und am Theater in der Josefstadt. Weitere Engagements folgten  am Staatstheater Braunschweig, bei den Luisenburg-Festspielen Wunsiedel und den Festspielen in Feuchtwangen. Ihre ersten Filmerfahrungen sammelte sie im ORF-Mehrteiler Xander Vrüpp an der Seite von Ossy Kolmann und Waltraud Haas. Zahlreiche Film- und Fernsehrollen folgten, unter anderem Fernseherfahrung in Tatort. Auch bekannt wurde sie durch die Serie Medicopter 117, wo sie fünf Jahre lang Dr. Karin Thaler spielte. Sie wirkt zudem bei szenischen Lesungen bekannter Literaten wie Arno Schmidt und Friederike Mayröcker mit.
Meyer lebt mit ihrer Tochter in Wien. Die 1,70 m große Schauspielerin spricht außer Deutsch noch Englisch, Französisch, Italienisch und Spanisch.

## Filmografie (Auswahl)
- 1985: Xaver Vrüpp I
- 1985: Der Barometermacher auf der Zauberinsel
- 1986: Xaver Vrüpp II
- 1989: Brigittenau
- 1991: Tatort – Telefongeld
- 1991: Die Zeit danach
- 1993: Ein Anfang von etwas
- 1996: Schwarzfahrer
- 1997: Tatort – Hahnenkampf
- 1998: Hubert, mach’ was (Werbespots, Regie: Stefan Ruzowitzky)
- 1998: Julia – Eine ungewöhnliche Frau
- 1999–2003: Medicopter 117 – Jedes Leben zählt (57 Episoden)
- 2002: Nogo
- 2004: Im Namen des Gesetzes
- 2005: Die Entscheidung
- 2005: Ein Paradies für Tiere
- 2006: Küstenwache
- 2006, 2013: SOKO Donau
- 2015: Hangover in High Heels